# Luigi Borghetti
Luigi Borghetti (ur. 31 stycznia 1943 w Rho) – włoski kolarz torowy, dwukrotny medalista mistrzostw świata.

## Kariera
Pierwszy sukces w karierze Luigi Borghetti osiągnął w 1967 roku, kiedy zdobył brązowy medal w sprincie indywidualnym amatorów podczas mistrzostw świata w Amsterdamie. W zawodach tych wyprzedzili go jedynie dwaj Francuzi: Daniel Morelon i Pierre Trentin. Na rozgrywanych rok później mistrzostwach świata w Montevideo Borghetti zwyciężył w tej samej konkurencji. W 1968 roku wystąpił również na igrzyskach olimpijskich w Meksyku, gdzie rywalizację w wyścigu tandemów zakończył na czwartej pozycji, przegrywając walkę o brąz z Belgami.